# شاين والش
شاين والش (بالإنجليزية: Shane Walsh) شخصية خيالية، من مسلسل الرعب والدراما الذي عرض على قناة إيه إم سي؛ الموتى السائرون. إبتكر الشخصية روبرت كيركمان وتوني مور. أدى الممثل جون بيرنثال دور شاين والش في المسلسل التلفزيوني. ظهر شاين في العدد الأول من سلسلة القصص المصورة في عام 2003، وفي الحلقة الثالثة من الموسم الأول في المسلسل التلفزيوني في عام 2010.
يعيش شاين في سينثيانا، كنتاكي وهو شرطي وزميل وصديق ريك منذ الطفولة. بعد إصابة ريك أثناء مطاردتهم لعصابة ما يهرب شاين مع لوري زوجة ريك وإبنهما كارل. بغياب ريك يرتبط شاين ولوري بعلاقة حميمة حتى عودة ريك حيث تتأزم الأمور بينهم، بعدها يطلق ريك النار على شاين أثناء شجاراً دار بينهم.

## وصلات خارجية
- شاين والش في قاعدة بيانات الأفلام على الإنترنت
- شاين والش على موقع قناة AMC
- شاين والش على موقع سلسلة القصص المصورة الموتى السائرون